# Episodi di Siska (settima stagione)
| nº | Titolo originale         | Titolo italiano         | Prima TV Germania | Prima TV Italia |
| -- | ------------------------ | ----------------------- | ----------------- | --------------- |
| 1  | Briefe aus dem Knast     | Lettere dal carcere     | 2004              |                 |
| 2  | Tödlicher Zwiespalt      | Un testimone pericoloso | 2004              |                 |
| 3  | Morgen bist du tot       | Un delitto inutile      | 2004              |                 |
| 4  | Böser Engel              | Trappola mortale        | 2004              |                 |
| 5  | Abgrund                  | Uno sparo nella notte   | 2004              |                 |
| 6  | Die Guten und die Bösen  | Errori giudiziari       | 2004              |                 |
| 7  | Solange das Herz schlägt | L'incidente             | 2004              |                 |
| 8  | Verzweifelt              | Assassinio sul ponte    | 2004              |                 |
| 9  | Auf den Tod ist Verlass  | Area di servizio        | 2004              |                 |
| 10 | Schlangengrube           | Delitto ad arte         | 2004              |                 |